# Clelia Merloni
Clelia Merloni (née le 10 mars 1861 à Forlì et morte le 21 novembre 1930 , Rome) est une religieuse catholique italienne, fondatrice des sœurs apôtres du Sacré Cœur de Jésus. Elle est vénérée comme bienheureuse par l'Église catholique.

## Biographie
Clelia Merloni est la descendante de l'une des familles les plus influentes de Forlì. Malgré l'opposition de son père, elle suit son attrait pour la vie religieuse, qui la porte à entrer dans diverses congrégations religieuses, jusqu'à ce qu'elle sente le besoin d'un parcours différent. En 1894, elle fonde à Viareggio la première maison de ce que deviendra l'Institut des Sœurs apôtres du Sacré-Cœur de Jésus ; le but est de faire aimer et connaître le Sacré-Cœur de Jésus, par le moyen de la charité notamment.
La petite communauté organise une petite école pour les enfants pauvres, puis étend son champ d'apostolat, en assistant les plus  nécessiteux et les malades. Sous l'impulsion de l'évêque de Plaisance, Jean-Baptiste Scalabrini, qui apporta une grande aide à l'institut de Mère Merloni, celui-ci va se caractériser par l'aide aux migrants italiens, qui émigrent en masse sur le continent américain. Les Sœurs de Mère Merloni vont alors leur apporter autant qu'elles le peuvent de l'aide matérielle, éducative et religieuse, dans un esprit missionnaire. Des maisons de l'institut seront implantés au  Brésil et aux États-Unis.
À la suite d'une mauvaise gestion de la part d'un prêtre des biens financiers de l'institut, Mère Merloni est injustement accusée d'être à l'origine du gouffre financier. Ne voulant pas accuser publiquement le prêtre qui avait volé l’argent, elle prend tout sur elle. Destituée de son rôle de supérieure générale en 1904, en 1916 elle est même jetée dehors de l'institut qu'elle avait elle-même fondé. Supportant tout avec patience, elle s'exerce avec beaucoup de dévouement pour les miséreux et les émigrés italiens, dans un total oubli de soi. Ce n'est qu'en 1928 qu'elle sera totalement réhabilitée et que toute la lumière sera faite, créant l'admiration de tous par son comportement édifiant dans l'épreuve. Elle meurt deux ans plus tard à Rome, entourée de ses religieuses.

## Vénération

### Béatification

#### Enquête sur les vertus
La cause pour sa béatification et canonisation est en cours depuis 1990. Depuis le 21 décembre 2016, elle est reconnue vénérable par l'Église catholique.

#### Reconnaissance d'un miracle
Le 26 janvier 2018, le pape François reconnaît comme authentique à miracle attribué à l'intercession de Clelia Merloni et signe le décret de béatification. Elle est proclamée bienheureuse au cours d'une cérémonie célébrée le 3 novembre 2018 à Rome par le cardinal Giovanni Angelo Becciu.

### Culte
La bienheureuse Clelia Merloni est fêtée le 21 novembre.
Le 23 janvier 2018, son corps a été exhumé et découvert intact, 72 ans après sa mort. Sa dépouille a été placée dans une châsse en verre, exposée à la vénération des fidèles dans la chapelle la Maison généralice des Sœurs apôtres du Sacré-Cœur à Rome.